# Judith Malina
Judith Malina (Kiel, 4 de junio de 1926-Englewood, 10 de abril de 2015) fue una actriz, productora y directora estadounidense. Fue cofundadora junto a Julian Beck de la compañía teatral anarquista-pacifista The Living Theatre. Sus papeles como actriz incluyeron a Abuela Addams en la película de 1991 The Addams Family (La familia Addams o Los locos Addams).

## Biografía
Nació en el seno de una familia judía en Kiel: su madre era actriz, Rosel Zamora y su padre el rabino Max Malina. En 1929, cuando ella tenía tres años, la familia emigró a Nueva York.
Se interesó por la actuación desde muy joven. Ingresó en la New School for Social Research en 1945 para estudiar con el director y productor teatral alemán Erwin Piscator que junto a Bertolt Brecht, fue uno de los exponentes más importantes del teatro épico. Con Piscator se acercó a Brecht y de Meyerhold.
En 1943 conoció a Julian Beck y juntos desarrollaron la idea de un teatro experimental al margen de Broadway. En 1947 ellos fundaron en Nueva York el The Living Theatre, un grupo teatral marcado por las líneas del anarquismo, el teatro político y el pacifismo con la fusión entre escena y vida.
El teatro cuestionaba la relación del arte y la cultura dominante a su servicio para mantener las estructuras de poder. Buscaban un teatro vivo que se construyera en cada representación a partir de la integración plena con el público.
Estrenaron su primera obra en 1951 en su propio apartamento. En 1963 se vieron forzados a cerrar el teatro a causa de acusaciones de problemas fiscales que posteriormente resultaron falsos. Condenados a cinco años de presión decidieron salir de Estados Unidos y desde 1964 hasta 1968 el grupo se exilió a Europa convirtiéndose en un grupo nómada de hombres y mujeres de diferentes países.
Regresó a EE.UU en 1968 para presentar su nuevo trabajo, Paradise Now.
En 1969 la compañía se dividió: un grupo trabajó en Londres, otro viajó a India y el tercero, en el que estaba Judith Malina y su esposo viajó a Brasil en 1971 donde fueron encarcelados por razones políticas durante dos meses por el gobierno militar. Judith Malina escribió su diario.
En 1986 se estrenó en el Great Hall de Cooper Union, un espectáculo dirigido por ella.
Falleció el 10 de abril de 2015 a los 88 años.

## Vida personal
En 1943 conoció al que sería su marido, Julian Beck, con quien estuvo casada entre 1948 y su muerte en 1985, y tuvo dos hijos. En 1988 se casó con Hanon Reznikov quien murió 2008.

## Filmografía
- 1975, Tarde de perros
- 1987, Días de Radio
- 1990, Despertares
- 1991, The Addams Family
- 2006, Los Soprano (serie televisiva, un episodio).
- 2010, En la boda de mi hermana

## Publicaciones
Diarios por Judith Malina
- 1972, The Enormous Despair (diario, 1968-69), Random House, New York
- 1984, The Diaries of Judith Malina: 1947-1957, Grove Press, New York
- 2013, The Piscator Notebook, (diario, 1945) Routledge, London & New York

Libros de poesía por Judith Malina
- 1982, Poems of a Wandering Jewess, Handshake Editions, Paris
- 2001, Love & Politics, Black & Red, Detroit
- 2015, Having Loved: New Poems by Judith Malina, Fast Books, Silverton
- 2015, Full Moon Stages: Personal Notes from 50 Years of The Living Theatre, Three Rooms Press, New York (publicado póstumamente)